# Srbské Karpaty
Srbské Karpaty (srbsky Карпатске планине, Karpatske planine, tj. „Karpatské hory“), jsou nejjižnější částí Karpat a nacházejí se jižně od Dunaje ve východním Srbsku, u rumunských a bulharských hranic. Od Rumunských Západních Karpat (resp. jejich části Banátských hor) na severu je odděluje 140 km dlouhý průlom Dunaje zvaný Železná vrata. Na západě spadají do Velkomoravského úvalu, který je výběžkem Panonské pánve. Na východě spadají do údolí Timoku, okrajové části Dolnodunajské nížiny. Na jihu a jihovýchodě na ně navazují (bez ostré geologické hranice) pohoří Suva planina, Svrljiške planine a Stara planina, která se už řadí pod Balkánský horský systém. Za hranici mezi Karpaty a Balkanidy se považují údolí řek Nišava a Beli Timok u města Niš. Podle Jiráska et al. (1987) se ale hranice vede přibližně po spojnici Stalać – Sokobanja – Knjaževac. To by znamenalo, že Ozren a Devica už nepatří do karpatského, ale do balkánského subsystému.
Srbské Karpaty běžně přesahují 1 000 m n. m. Jejich nejvyšší částí je Rtanj planina, dosahuje 1 560 m.
Pod Srbské Karpaty patří následující horské celky:
- Miroč planina (768)
- Homoljske planine (940)
- Veliki i Mali Krš (1 156)
- Deli Jovan
- Beljanica planina (1 336)
- Kučajske planine
- Rtanj (nejvyšší hora Šiljak 1 565)
- Ozren i Devica (1 186)